# Идзано
Идза̀но (на италиански: Izano, на местен диалект: Isàa, Изаа) е село и община в Северна Италия, провинция Кремона, регион Ломбардия. Разположено е на 74 m надморска височина. Населението на общината е 2000 души (към 2017 г.).